# Sprchový gel

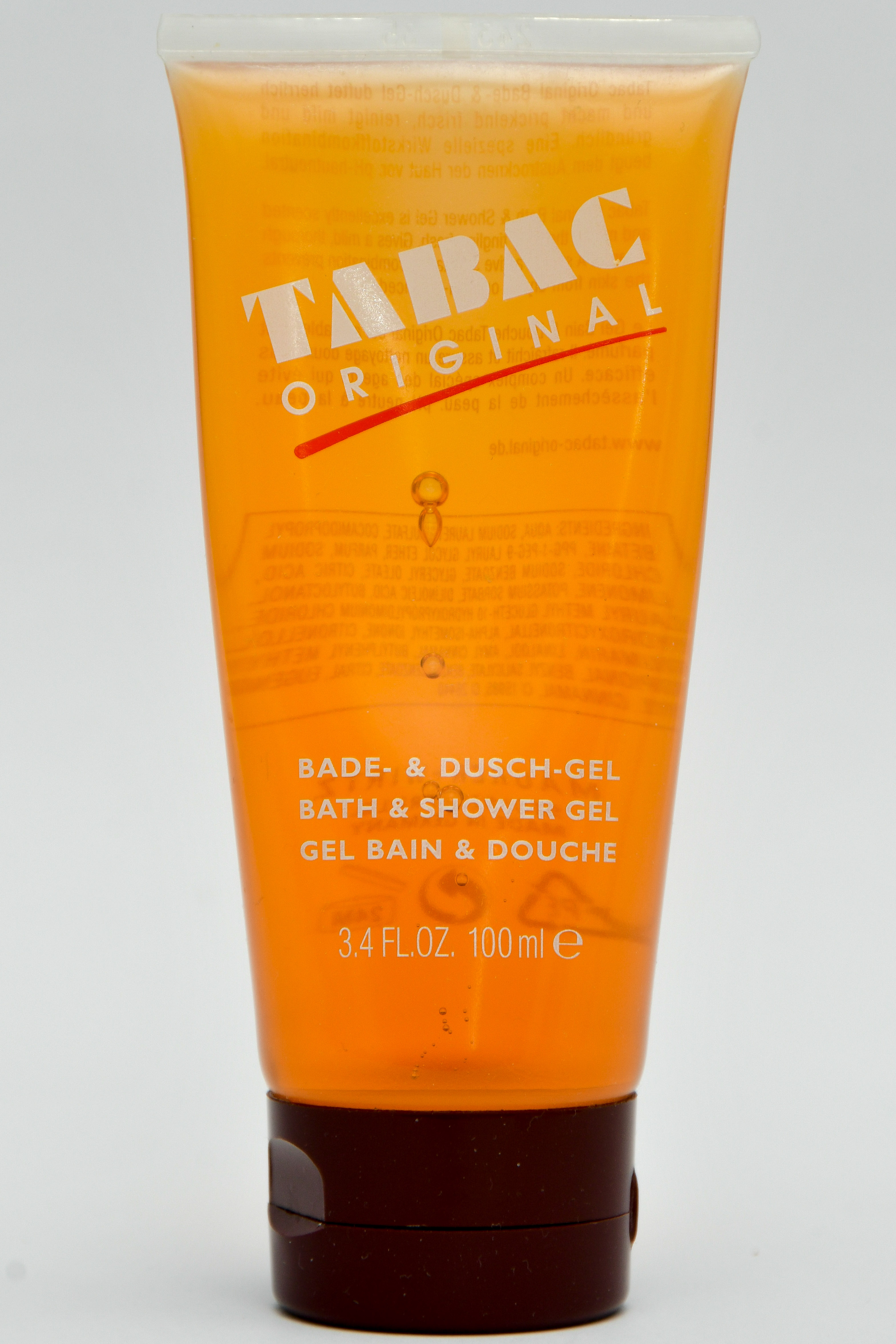
Tuba se sprchovým gelem

Sprchový gel je tekutý přípravek používaný k mytí těla během sprchování. Od tekutých mýdel se liší tím, že neobsahuje zmýdelněný olej. Čistící složku ve sprchových gelech je namísto toho vyráběna z ropy, případně z přírodních rostlinných alternativ. Zpravidla jsou přidávána i barviva a aromatické látky. Oproti mýdlům mývají sprchové gely nižší pH, což má napomáhat tomu, že tolik nevysušují kůži. Sprchové gely byly vyvinuty ve druhé polovině 20. století, poté co se díky firmě Palmolive masově rozšířilo tekuté mýdlo. Podobným přípravkem používaným k mytí vlasů je šampon.